# Francia ai XIV Giochi olimpici invernali
La Francia partecipò ai XIV Giochi olimpici invernali, svoltisi a Sarajevo, Jugoslavia, dall'8 al 19 febbraio 1984, con una delegazione di 32 atleti impegnati in sette discipline.